# Turniej o Brązowy Kask 2019
Turniej o Brązowy Kask 2019 – 43. edycja turnieju, corocznie organizowanego przez PZMot. Rozegrano dwa półfinały oraz finał, który odbył się 27 maja 2019 roku w Grudziądzu oraz zwyciężył Jakub Miśkowiak.

## Wyniki
- Grudziądz, 27 maja 2019
- Sędzia: Tomasz Fiałkowski
- NCD: Jakub Miśkowiak – 66,91 w wyścigu 2

| Msc. | Zawodnik            | Klub        | Pkt  |               |  |
| ---- | ------------------- | ----------- | ---- | ------------- |  |
| 1    | Jakub Miśkowiak     | Częstochowa | 15   | (3,3,3,3,3)   |  |
| 2    | Wiktor Lampart      | Lublin      | 14   | (3,3,3,2,3)   |  |
| 3    | Karol Żupiński      | Gdańsk      | 11+3 | (2,2,3,2,2)   |  |
| 4    | Kacper Pludra       | Leszno      | 11+2 | (2,1,3,3,2)   |  |
| 5    | Denis Zieliński     | Gdańsk      | 10   | (2,1,2,2,3)   |  |
| 6    | Mateusz Bartkowiak  | Gorzów Wlkp | 7    | (2,2,w,3,0)   |  |
| 7    | Damian Lotarski     | Grudziądz   | 7    | (0,3,1,1,2)   |  |
| 8    | Kamil Kiełbasa      | Toruń       | 7    | (1,1,1,2,2)   |  |
| 9    | Mateusz Cierniak    | Tarnów      | 6    | (3,3,w,w,d)   |  |
| 10   | Bartłomiej Kowalski | Częstochowa | 6    | (1,0,2,w,3)   |  |
| 11   | Mateusz Świdnicki   | Częstochowa | 6    | (1,1,w,3,1)   |  |
| 12   | Michał Curzytek     | Poznań      | 5    | (d,2,2,0,1)   |  |
| 13   | Marcel Studziński   | Bydgoszcz   | 4    | (1,2,0,1,0)   |  |
| 14   | Przemysław Liszka   | Wrocław     | 3    | (3,u/-,-,-,-) |  |
| 15   | Przemysław Giera    | Rybnik      | 3    | (0,1,1,1)     |  |
| 16   | Kamil Pytlewski     | Gorzów Wlkp | 2    | (0,0,0,1,1)   |  |
| 17   | Piotr Gryszpiński   | Piła        | 0    | (d,-,-,-,-)   |  |

Bieg po biegu
1. [67,09] Lampart, Zieliński, Świdnicki, Curzytek (d)
2. [66,91] Miśkowiak, Pludra, Kiełbasa, Lotarski
3. [68,03] Liszka, Żupiński, Kowalski, Gryszpiński (d)
4. [69,10] Cierniak, Bartkowiak, Studziński, Pytlewski
5. [69,40] Lotarski, Studziński, Świdnicki, Giera
6. [68,73] Lampart, Żupiński, Pludra, Pytlewski
7. [69,59] Cierniak, Curzytek, Kiełbasa, Liszka (u/-)
8. [67,90] Miśkowiak, Bartkowiak, Zieliński, Kowalski
9. [69,87] Pludra, Bartkowiak (w), Świdnicki (w)
10. [69,40] Lampart, Kowalski, Lotarski, Cierniak (w/u)
11. [70,51] Miśkowiak, Curzytek, Giera, Pytlewski
12. [69,03] Żupiński, Zieliński, Kiełbasa, Studziński
13. [71,84] Świdnicki, Kiełbasa, Pytlewski, Kowalski (w)
14. [69,23] Miśkowiak, Lampart, Studziński
15. [69,31] Bartkowiak, Żupiński, Lotarski, Curzytek
16. [69,76] Pludra, Zieliński, Giera, Cierniak (w/u)
17. [69,57] Miśkowiak, Żupiński, Świdnicki, Cierniak (d4)
18. [70,27] Lampart, Kiełbasa, Giera, Bartkowiak
19. [70,50] Kowalski, Pludra, Curzytek, Studziński
20. [71,22] Zieliński, Lotarski, Pytlewski